# Herb gminy Burzenin
Herb gminy Burzenin – jeden z symboli gminy Burzenin, ustanowiony 27 lutego 2004.

## Wygląd i symbolika
Herb przedstawia na tarczy w polu czerwonym od czoła krzyż kawalerski złoty, od podstawy różę srebrną ze środkiem złotym i listkami zielonymi, bez górnego płatka. Uszczerbiona róża pochodzi z herbu Poraj Pstrokońskich, właścicieli Burzenina, za których miejscowość zyskała prawa miejskie (do 1870). Krzyż najprawdopodobniej symbolizować ma pierwotne wezwanie miejscowego kościoła parafialnego (obecnie Parafia św. Wojciecha i św. Stanisława w Burzeninie).

## Historia herbu
Znane są pieczęcie dawnego miasta Burzenina z XVI i XVII wieku. Godło herbowe na najstarszej pieczęci z 1532-35 roku wygląda raczej jak herb szlachecki Ossoria. Pół róży przypomina bardziej godło umieszczone na kolejnej pieczęci z lat 1677-78. Zachowała się także pieczęć z 1631 przyłożona na dokumencie z 1647, z nieczytelnym godłem. Jako Ossorię interpretowali też herb miasta projektanci tworzący na potrzeby Albumu Heroldii Królestwa Polskiego w 1847. Herb Ossoria nie ma jednak żadnego uzasadnienia, ponieważ brak rodziny takiego herbu w historii miasta. Obecna postać herbu została uchwalona przez Radę Gminy Burzenin na sesji w dniu 27 lutego 2004 roku.